# Conus araneosus
Espèce
Statut de conservation UICN

 LC  : Préoccupation mineure
Conus araneosus est une espèce de mollusques gastéropodes marins de la famille des Conidae.
Comme toutes les espèces du genre Conus, ces escargots sont prédateurs et venimeux. Ils sont capables de « piquer » les humains et doivent donc être manipulés avec précaution, voire pas du tout.

## Description
La taille d'une coquille adulte varie entre 48 mm et 100mm. La coquille est très étroitement réticulée de blanc et de marron clair, les taches blanches étant très nombreuses et de taille irrégulière, les lignes de marron formant deux bandes interrompues et irrégulières. 

## Distribution
Cette espèce marine est présente dans l'océan Indien au large de la Tanzanie, dans l'océan Indien au large de l'Inde et du Sri Lanka et dans l'océan Pacifique au large des Philippines et de l'Indonésie.
"

### Niveau de risque d’extinction de l’espèce
Selon l'analyse de l'UICN réalisée en 2011 pour la définition du niveau de risque d'extinction, cette espèce d'escargot conique se présente sous la forme de deux sous-espèces distinctes : (1) Conus araneosus araneosus au Sri Lanka et dans le sud-est de l'Inde ; (2) Conus araneosus nicobaricus aux Moluques et aux Philippines et peut-être aux îles Nicobar et Andaman. Il est localement commun et il n'y a pas de menaces connues. Il est actuellement répertorié comme étant de préoccupation mineure.

## Taxonomie

### Publication originale
L'espèce Conus araneosus a été décrite pour la première fois en 1786 par le prêtre, libraire, botaniste et conchyliologiste britannique John Lightfoot (1735-1788) dans la publication intitulée « A Catalogue of the Portland Museum »,.

### Synonymes
- Conus (Conus) araneosus [Lightfoot], 1786 · appellation alternative
- Conus arachnoideus Gmelin, 1791 · non accepté
- Conus araneosus Hwass, 1792 · non accepté
- synonym of Conus araneosus, "S" [Lightfoot], 1786
- Conus monstrosus Küster, 1838 · non accepté
- Conus peplum G. B. Sowerby II, 1857 · non accepté
- Conus reticulatus Perry, 1811 · non accepté

### Sous-espèces
- Conus araneosus araneosus [Lightfoot], 1786
- Conus araneosus nicobaricus Hwass, 1792

## Identifiants taxonomiques
Chaque taxon catalogué par les bases de données biologiques et taxonomiques possède un identifiant qui permet d'établir un point de référence. Les identifiants de Conus araneosus dans les principales bases sont les suivants :
CoL : XWWT - GBIF : 5728311 - iNaturalist : 431834 - TAXREF : 155458 - UICN : 192588